# Xyphorachidia dentata
Xyphorachidia dentata är en stekelart som beskrevs av Wallace A. Steffan 1951. Xyphorachidia dentata ingår i släktet Xyphorachidia och familjen bredlårsteklar.
Artens utbredningsområde är Senegal. Inga underarter finns listade i Catalogue of Life.